# Collingswood
Collingswood est un borough du comté de Camden, au New Jersey, aux États-Unis. Il comptait 13 926 habitants au recensement de 2010.

## Source
- (en) Cet article est partiellement ou en totalité issu de l’article de Wikipédia en anglais intitulé « Collingswood, NJ » (voir la liste des auteurs).